# علاج باصطياد النيوترون بالبورون
علاج باصطياد النيوترون بالبورون (يرمز له اختصاراً BNCT من Boron neutron capture therapy) هو تقنية طبية علاجية تطبق من أجل علاج أورام مثل ورم المخ وسرطان الرأس والعنق. يعتمد أسلوب هذا العلاج على في هذه الطريقة يتم إضافة أحد نظائر عنصر البورون وهو بورون-10 10B إلى المادة الدوائية عن طريق الوسم النظيري. تعطى هذه المادة بشكل انتقائي للمريض المصاب بالسرطان بحيث أنها تتركز في منطقة الورم الخبيث والأنسجة المحيطة به. يعرض المريض بعد ذلك إلى حزمة مخففة الشدة من أشعة النيوترونات منخفضة الطاقة. نتيجة هذا التعرض للأشعة، يحدث تفاعل نووي داخل جسم المريض بين النيوترونات منخفضة الطاقة وبين البورون-10 المتركز في منطقة الورم، وينتج عنه جسيمات ألفا و نوى ليثيوم-7. هذا الإشعاع الأيوني يتسلط على الورم داخل خلايا الورم نفسه.

## التاريخ
بعد اكتشاف النيوترونات من قبل جيمس تشادويك سنة 1932، أظهر تايلور H. J. Taylor سنة 1935 أن نظير البورون 10B يمكن أن يخضع لتفاعل نووي عند تعرضه للتيوترونات ليعطي جسيمات ألفا وأيونات ليثيوم-7، بالإضافة إلى أشعة غاما. في سنة 1936، قام العالم لوتشر G.L. Locher العامل في معهد فرنكلن في ولاية بنسيلفانيا الأمريكية، باقتراح استخدام هذا التفاعل من أجل علاج السرطان. بعد ذلك، في سنة 1951 اقترح العالم سويت W. H. Sweet باستخدام هذه الوسيلة في علاج أورام المخ، وأجريت بعد ذلك أبحاث بالتعاون بين مختبر بروكهافن الوطني ومستشفى ماساتشوستس العام من أجل محاولة علاج أورام مثل ورم أرومي دبقي متعدد الأشكال glioblastoma multiforme باستخدام البورق كعامل لإضافة البورون للمريض.

## المبدأ

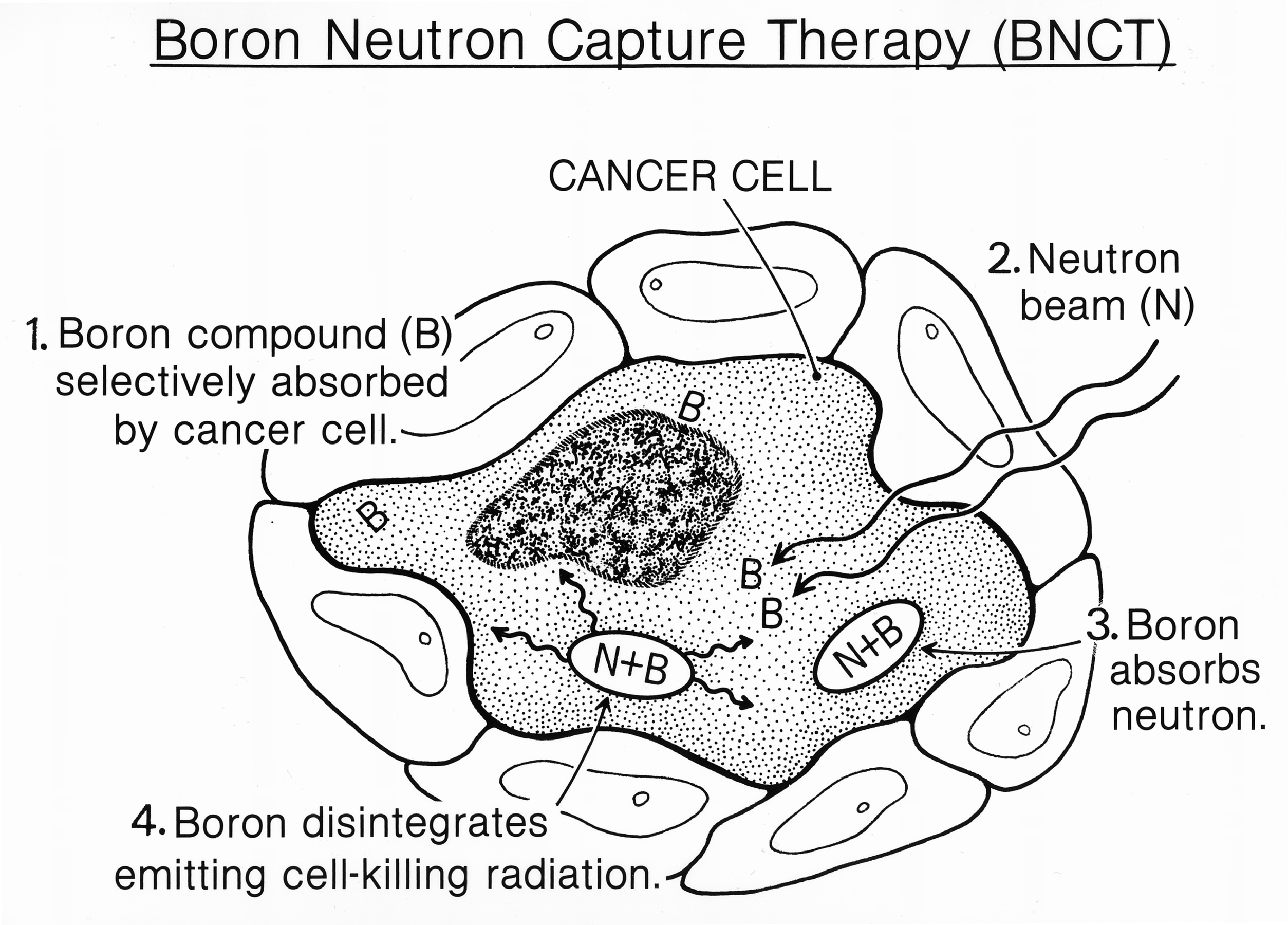
1) مركب حاوي على بورون-10 (B) يتم امتصاصه بشكل انتقائي من قيل الخلية السرطانية. 2) حزمة من النيوترونات (n) توجه على الخلية السرطانية. 3) اصطياد البورون للنيوترون. 4) انشطار البورون ليعطي الإشعاع القاتل للخلية السرطانية.

يتميز النظير بورون-10 10B بأن له مقطع نيوتروني عرضي كبير نسبياً يجعله مناسباً لاصطياد النيوترونات منخفضة الطاقة.
{\displaystyle \mathrm {\,_{\ 5}^{10}B+n\rightarrow \,_{3}^{7}Li+\,_{2}^{4}He+\gamma } }

## العملية
يمكن أن تجرى عملية العلاج باصطياد النيوترون بالبورون في منشأة مزودة بمفاعل نووي أو في مستشفيات خاصة مزودة بمصدر نيوتروني. تسلط حزمة من النيوترونات الحرارية على أنسجة الدماغ، بحيث أنها تكون ذات طاقة كافية للوصول إلى منطقة الورم الخبيث. يكون المريض قبل ذلك قد تناول عقار حاوي على النظير بورون-10، والذي يعطى بشكل موضعي بحيث يتركز في منطقة الورم. نتيجة التعرض للإشعاع يتفاعل البورون-10 مع النيوترونات منخفضة الطاقة، محرراً الأشعة داخل الخلية السرطانية كافية للقضاء عليها.
يعتمد نجاح العملية على إعطاء الجرعة الانتقائية الكافية من البورون-10 10B إلى منطقة الورم، بحيث يكون هناك كميات قليلة جداً في الأنسجة الطبيعية المجاورة.